# Paul Alexandre Leblanc-Delisle
Pour les articles homonymes, voir Leblanc.
Paul-Alexandre Leblanc-Delisle, né le 27 juin 1734 à Saint-Montan (Ardèche), mort le 1er décembre 1811 à Melun (Seine-et-Marne), est un général français de la Révolution et de l’Empire.

## États de service
Il entre en service le 6 avril 1750, comme volontaire dans la Brigade de Savoie, il participe à la Guerre de Sept Ans de 1757 à 1762, et il est blessé de deux coups de sabre à la Bataille de Rossbach le 5 novembre 1757. Il passe dans le régiment royal-cavalerie le 1er septembre 1759, et dans le régiment de Bourbon le 1er mai 1764.
Il est nommé maréchal des logis le 15 octobre 1765, sous-lieutenant le 17 juin 1770, porte étendard le 29 décembre 1772, et lieutenant en second le 1er septembre 1786. Lieutenant surnuméraire le 1er mai 1788, capitaine le 15 septembre 1791, il passe lieutenant-colonel le 8 juillet 1792, et il est blessé d’une balle dans le bras à Saint-Juvin la veille de la retraite de Grandpré le 14 septembre 1792. Le 26 octobre 1792, il est nommé colonel du 3e régiment de dragons, et le 8 mars 1793, il est promu général de brigade. Inspecteur général de cavalerie à l’armée du Nord et des Ardennes le 30 mars suivant, il est réformé le 1er juin 1793.
Il est remis en activité le 9 juin 1794, comme surveillant temporaire des troupes à cheval des armées des Alpes et d’Italie. Il cesse ses fonctions le 11 décembre 1795. Il est admis à la retraite le 31 mars 1808.
Il meurt le 1er décembre 1811 à Melun.

## Sources
- (en) « Generals Who Served in the French Army during the Period 1789 - 1814: Eberle to Exelmans »
- Étienne Charavay, Correspondance général de Carnot, tome 3, imprimerie Nationale, 1897, p. 29
- (pl) « Napoléon.org.pl »